# Абу Абдел Азиз
Шејх Махмуд Абу Абдул Азиз ал-Мунтесиб познатији као Барбароса или Риђобради је оснивач одреда "Ел Муџахедин" из састава Трећег корпуса Армије БиХ.
Абу Абдел Азиз 'Барбароса' је један од најстаријих чланова организације Ал Каида коју је основао Осама бин Ладен и Абдулах Азам. Он је добио почасно звање амира или војног команданта арабијских, авганистанских и других муџахедина из читавог свијета у Федерацији БиХ. Свој војни штаб за обуку и команду муџахединима је основао у селу Мехурићи шест километара од Бусоваче поред Зенице у Федерацији БиХ. Одред светих ратника или „Катебат Ел Муџахедин" је официјелно мобилисан на личну команду тадашњег председника и политичког и духовног вође муслимана у Федерацији БиХ, Алије Изетбеговића, коме је лично овај одред био потчињен у саставу Трећег корпуса муслиманске Армије БиХ за борбу против Хрватског Вијећа Одбране и Војске Републике Српске.
Ријеч је о ветерану џихада, вођеног у Африци, на Кашмиру, Филипинима и у Авганистану, а у Федерацију БиХ га је послао лично Осама бин Ладен, како би „босанске муслимане научио исламу“. Основао је први муџахедински камп у селу Мехурићи код Травника, обећавши да ће у Федерацију БиХ недуго послије тога стићи и друга „муслиманска браћа“ - муџахедини - исламски свети ратници из цијелог свијета.
Барбароса је, тврде упућени, прави духовни вођа Ел Муџахедин одреда, харизматична личност, која је са лакоћом управљала људима, играјући на сигурну карту - вјерска осјећања. У књизи „Под заставом џихада“ аутор Ненад Цвјетковић записао је да је Барбароса један од најдосљеднијих ученика доктора Абдулаха Азиза, вође модерног исламског фундаментализма, базираног на конзервативним ајетима Курана.
У Федерацију БиХ је, наведено је у овој књизи, Абу Абдул Азиз стигао крајем августа 1992. године. У интервјуима објављеним у „Ал-Сирату“ и „Сандеј тајмсу“, Барбароса је признао да се лично састао са тадашњим предсједником Предсједништва Федерације БиХ Алијом Изетбеговићем, послије чега је обишао фронт и бацио се на посао - стварање базе за долазак неколико хиљада исламских (светих) џихад ратника.
Колико је Барбарос био близак Осами бин Ладену, испричао је својевремено и бивши кључни судански члан „Ал-Каиде“ Џамал Ахмед ал-Фадл. Његово признање у књизи „Ал-Каидин џихад у Европи - авганистанско-муслиманско-бошњачка мрежа“ помиње један од водећих америчких аналитичара и стручњака за међународни тероризам Еван Колман. Фадла је, пише Колман, у јесен 1992. године Осама бин Ладен послао у Загреб, гдје је требало да се нађе и разговара са „Ал-Каидиним“ емисарима у Федерацији БиХ. Били су то Барбароса, наводни хуманитарац Енам Арнаут и Бин Ладенов рођак Абу Зубаир ал-Мадани, који ће касније и погинути у БиХ.
Абу Абдул Азиз ал-Мунтесиба није се дуго задржао у Федерацији БиХ. Добро упућени извори тврде да је Риђобради већ почетком 1993. године добио нови задатак - Космет. Послије тога је отишао из Федерације БиХ, а бригу о муџахединима предао је Египћанину Вахјудину ал-Мисрију. Са Космета пут је Риђобрадог однио назад у Саудијску Арабију, гдје је 1996. године чак био и ухапшен због сумње да је учествовао у нападу на базу „Дахран“. По изласку из затвора, наводно, Барбароса је уточиште пронашао у Авганистану, да би се послије тога опет вратио у Саудијску Арабију, гдје је поново ухапшен.
Барбароса западни обавјештајни кругови сматрају једним од најближих сарадника првог човјека „Ал-Каиде“ Осаме бин Ладена. Истражни органи Српске Барбароса терете по командној одговорности као високог официра муслиманске Армије БиХ за злочине муџахедина, почињене током 1992. и 1993. године на подручју Доње Биоче, Црног Врха, Теслића и Подвележја над српским народом. Извори блиски полицији Српске, тврде да се Барбароса тренутно налази у једном од затвора у Саудијској Арабији.